# Villejuif – Louis Aragon (stanice metra v Paříži)
Villejuif – Louis Aragon je konečná stanice pařížského metra na lince 7. Ve stanici končí jihozápadní větev linky. Jihovýchodní větev končí ve stanici Mairie d'Ivry. Stanice se nachází mimo hranice Paříže ve městě Villejuif pod Boulevardem Maxime Gorki.

## Historie
Stanice byla otevřena 28. února 1985 při prodloužení linky ze stanice Le Kremlin-Bicêtre.

## Název
Jméno stanice je složeno ze dvou částí. Villejuif je odvozeno od města, ve kterém se stanice nachází. Druhá část nese jméno francouzského spisovatele Luise Aragona (1897–1982).